# Miniséf
A Miniséf a Minimax magyar mese tévécsatorna főzőműsora, mely gyerekeknek mutat főzési ötleteket, és két gyermek el is készíti a fogásokat.

## Receptek
A recepteket a Minimax keresi, és tanítja be a műsorvezető gyermekeknek.

### Receptverseny
2011-ben receptversenyt hirdettek, melyre gyermekek jelentkezhettek, és a nyerteshez elment a TV Paprika egyik sztárszakácsa Serényi Zsolt, és nyereményt is kapott.